# Olexandr Maxymchuk
Olexandr Maxymchuk –en ucraniano, Олександр Максимчук– es un deportista ucraniano que compitió en piragüismo en la modalidad de aguas tranquilas. Ganó 3 medallas en el Campeonato Mundial de Piragüismo, entre los años 2010 y 2014.

## Palmarés internacional
| Campeonato Mundial | Campeonato Mundial | Campeonato Mundial | Campeonato Mundial |
| Año                | Lugar              | Medalla            | Competición        |
| ------------------ | ------------------ | ------------------ | ------------------ |
| 2010               | Poznań (Polonia)   | Medalla de plata   | C1 4 × 200 m       |
| 2011               | Szeged (Hungría)   | Medalla de bronce  | C1 500 m           |
| 2014               | Moscú (Rusia)      | Medalla de plata   | C1 4 × 200 m       |